# William Lustig
Pour les articles homonymes, voir Lustig.
William Lustig (né le 1er février 1955 à New York dans le Bronx) est un réalisateur, producteur, acteur et scénariste américain. Il est principalement  connu pour sa trilogie des Maniac Cop que Larry Cohen a produite ainsi que pour la réalisation du film culte Maniac de 1980. Il apparait à l'écran dans deux films de Sam Raimi : Darkman et Evil Dead 3.

## Biographie
William Lustig nait le 1er février 1955 dans le Bronx à New York. En grandissant, il découvre le cinéma et est notamment très marqué par des films comme Bonnie et Clyde (1967), Bullitt et La Horde sauvage.
Après avoir décroché un stage dans une société de production, il commence sa carrière cinématographique comme assistant de production sur Police Puissance 7 (1973), puis comme assistant monteur sur le film Un justicier dans la ville de Michael Winner, qui sort en 1974. Il fait ensuite des débuts de réalisateur dans l'industrie du cinéma pornographique avec Hot Honey (1977), suivi de The Violation of Claudia avec notamment Sharon Mitchell. Il y est crédité au générique sous le nom de Billy Bagg, un pseudonyme inspiré d'un autre métier qu'il a fait à l'époque, chauffeur de taxi. Ne voulant pas toucher l'argent de ses clients, il avait pour habitude de leur dire : « Put the money in the bag » (« mettez l'argent dans le sac »),.
Il fait ses débuts de réalisateur au cinéma avec Maniac, dans lequel il dirige notamment Joe Spinell et Caroline Munro. Il avait croisé Joe Spinell lors du tournage de Police Puissance 7 (1973). Ce slasher à petit budget (environ 135 000 dollars) est tourné à la façon du cinéma de guérilla. Il bénéficie malgré tout de la présence du maquilleur Tom Savini, alors connu pour son travail sur Zombie de George A. Romero. Maniac deviendra au fil du temps un film culte. Un projet de suite sera un temps envisagé mais remis en cause par le décès de Joe Spinell en 1989,.
Son deuxième long métrage sort en 1983. Il s'agit de Vigilante, justice sans sommation avec Robert Forster et Fred Williamson. Il s'inscrit dans la vague des films d'autodéfense, un genre populaire à la fin des années 1970 et au début des années 1980. En 2019, le réalisateur précise cependant son intention : « Je ne voulais pas faire un film qui allait ressembler à une énième copie du film avec Charles Bronson. Je le voyais plutôt comme une sorte de western spaghetti urbain. Nous avons donc travaillé la lumière, la musique et bien d’autres aspects du film avec cette idée en tête. » Il explique avoir eu l'idée du film après avoir lu un article de presse sur « un groupe de cols bleus du sud du New Jersey qui s'étaient organisés pour lutter contre la criminalité dans leur quartier. » Le film est présenté au festival de Cannes 1982. Il récolte plus de 5 millions de dollars au box-office américain.
Il tourne ensuite Maniac Cop avec Robert Z'dar, Bruce Campbell et Richard Roundtree, qui sort en 1988. Sam Raimi participe à quelques plans de ce film tourné encore une fois avec peu de moyens. Il offrira peu après des caméos à William Lustig dans deux films (Darkman et Evil Dead 3 : L'Armée des Ténèbres). Même si Maniac Cop ne récolte que 671 000 $ dollars sur le sol américain, il connaitra deux suites que réalisera lui-même William Lustig. Entre-temps, il dirige Jan-Michael Vincent et Lance Henriksen dans le film d'action Hit List (1989), qui n'engrange que 4 500 $ au box-office américain. Dans une interview publiée en 2019, William Lustig raconte un tournage compliqué en raison de l'alcoolisme de Jan-Michael Vincent.
Toujours en 1989 sort un autre long métrage, Psycho Killer (Relentless en VO), dans lequel il dirige notamment Leo Rossi, Judd Nelson et Robert Loggia. Dans ce thriller, Leo Rossi incarne pour la première fois l'inspecteur du LAPD Sam Dietz. Il rependra ce rôle dans Dead On: Relentless II (en) (1992) de Michael Schroeder, Relentless 3 (en) (1993) de James Lemmo et Relentless IV: Ashes to Ashes (en) (1994) d'Oley Sassone. Psycho Killer reçoit des critiques mitigées mais récolte tout de même plus de 6 millions de dollars aux États-Unis. William Lustig réalise ensuite Maniac Cop 2, qui sort principalement sur le marché de la vidéo en 1990. Pour ce second volet, le réalisateur avoue s'être inspiré du cinéma hongkongais.
Il enchaine avec le troisième volet, Maniac Cop 3, qui est diffusé sur HBO en décembre 1992. La production du film sera très compliquée pour William Lustig. Le financement avait été difficile en raison, selon lui, de la présence d'un Afro-Américain dans le rôle principal. Certaines séquences sont réalisées par un autre metteur en scène, Joel Soisson. Déçu du résultat final, William Lustig demandera à être crédité sous le pseudonyme d'Alan Smithee,.
À cette époque, William Lustig était lié à la réalisation de True Romance, écrit par Quentin Tarantino. Il avait commencé la préproduction et avait fait quelques repérages. Finalement, le projet sera confié à Tony Scott, au grand désarroi de William Lustig : « C’était une situation vraiment dévastatrice pour moi, et je n’ai pas vraiment réussi à me concentrer sur Maniac Cop 3 par la suite. J’aurais mieux fait de partir me ressourcer dans une cabane à la montagne plutôt que de tourner un film à cette époque-là ! »
Il coréalise avec Rick Avery The Expert (1995). William Lustig n'est cependant pas crédité au générique. Il s'agit d'un film d'action avec Jeff Speakman. L'année suivante sort Uncle Sam, une comédie noire horrifique avec Isaac Hayes et Timothy Bottoms et écrite par Larry Cohen (qui avait écrit la trilogie Maniac Cop). Il s'agit de son dernier long métrage comme réalisateur. Il aura ensuite beaucoup de mal à développer de nouveaux projets. En 2019, il raconte en interview la période suivant la sortie de Uncle Sam : « C’est vraiment à ce moment-là que je me suis dit que je ne pouvais pas travailler de cette manière. C’est comme si on me répétait constamment que je ne savais pas ce que j’étais en train de faire, que je ne savais pas comment faire du cinéma. J’ai donc préféré en rester là. »
Il poursuit à sa carrière comme producteur pour la télévision, sur des courts métrages et vidéofilms. En 2012, il est crédité comme producteur de Maniac de Franck Khalfoun, remake de son film homonyme de 1980. Il tempère cependant ce rôle en interview en 2019 : « C'est purement honorifique. Je n’ai pas vraiment travaillé sur le film, et je faisais totalement confiance à Alexandre Aja, Grégory Levasseur, au réalisateur Frank Khalfoun. J’ai juste négocié les droits avec eux et le producteur Thomas Langmann, c’est tout. » Depuis 2015, le cinéaste danois Nicolas Winding Refn tente de développer un remake de Maniac Cop. En 2019, il est révélé que le projet pourrait devenir une série télévisée pour HBO.
William Lustig est par ailleurs le fondateur de la société américaine Blue Underground (en), créée en 2002. Celle-ci est spécialisée dans la publication d'éditions officielles de films d'horreur et d'exploitation en Blu-ray et DVD. Blue Underground effectue la restauration d'anciens films et le transfert à partir d'éléments d'origine. Blue Underground produit également de très nombreux making-of et documentaires liés à ce genre de films.

### Vie privée
Il est le neveu du boxeur Jake La Motta et le père de l'actrice Marni Lustig.

## Filmographie
Sauf indication contraire, les informations mentionnées dans cette section peuvent être confirmées par la base de données cinématographiques IMDb,  présente dans la section « Liens externes ».

### Réalisateur
- 1977 : The Violation of Claudia (film pornographique ; crédité sous le pseudo Billy Bagg)
- 1978 : Hot Honey (film pornographique ; crédité sous le pseudo Billy Bagg)
- 1980 : Maniac
- 1983 : Vigilante, justice sans sommation (Vigilante)[16]
- 1988 : Maniac Cop
- 1989 : Hit List
- 1989 : Psycho Killer (Relentless)
- 1990 : Maniac Cop 2
- 1993 : Maniac Cop 3 (Maniac Cop 3: Badge of Silence) (crédité sous le pseudonyme d'Alan Smithee)
- 1995 : The Expert (coréalisé par Rick Avery ; William Lustig n'est pas crédité au générique)
- 1996 : Uncle Sam
- 2001 : Conducting Dario Argento's “Opera” (court métrage vidéo) (coréalisé par David Gregory)

### Producteur
- 1977 : Hot Honey de lui-même (film pornographique ; crédité sous le pseudo Billy Bagg)
- 1978 : The Violation of Claudia de lui-même (film pornographique ; crédité sous le pseudo Billy Bagg)
- 1980 : Maniac de lui-même
- 1983 : Vigilante, justice sans sommation (Vigilante) de lui-même
- 2012 : Maniac de Franck Khalfoun

### Acteur
- 1980 : Maniac de lui-même : Al, le gérant de l'hôtel (non crédité)
- 1983 : Vigilante, justice sans sommation (Vigilante) de lui-même : l'homme sortant de l’ascenseur (non crédité)
- 1988 : Maniac Cop de lui-même : le gérant de l'hôtel (non crédité)
- 1988 : Le Placard de l'angoisse (Cameron's Closet) d'Armand Mastroianni : l'homme mangeant une glace (non crédité)
- 1989 : Psycho Killer (Relentless) de lui-même : un policier
- 1990 : Darkman de Sam Raimi : un travailleur sur les docks
- 1992 : Evil Dead 3 : L'Armée des Ténèbres (Army of Darkness) de Sam Raimi : un client au supermarché
- 1991 : Trepanator (vidéo) de Norbert Moutier : l'homme qui fait des cauchemars
- 2016 : 222 (court métrage) de Delfine Paolini : The Mad Hatter
- 2023 : Raven Van Slender Saves Christmas! de James Balsamo : Billy

### Autres
- 1973 : Police Puissance 7 (The Seven-Ups) de Philip D'Antoni (assistant de production)
- 1974 : Un justicier dans la ville (Death Wish) de Michael Winner (assistant-monteur)
- 1977 : Sylvia de Peter Savage (manager de production)
- 1978 : Le Renard de Brooklyn (Le Renard de Brooklyn) d'Antonio Margheriti (manager de production)
- 1980 : Inferno de Dario Argento (manager de production)
- 1982 : Ténèbres (Tenebre) de Dario Argento (manager de production)

## Distinctions
- Fantafestival 1998 : prix pour l'ensemble de sa carrière[17]
- New York City Horror Film Festival 1999 : prix pour l'ensemble de sa carrière